# George Read
George Read (Cecil County (Maryland), 18 september 1733 - New Castle (Delaware), 21 september 1798) was een Amerikaans advocaat en politicus.
Op 17 september 1787 ratificeerde hij namens de staat Delaware, samen met Gunning Bedford, John Dickinson, Richard Bassett en Jacob Broom de Amerikaanse Grondwet.

## Levensloop
Read werd geboren op de boerderij van zijn welvarende familie in North East in de staat Maryland. Hij studeerde rechten aan de Philadelphia Academy en opende zijn eerste advocatenkantoor in New Castle, Delaware in 1754.
John Penn, de gouverneur van de – destijds nog – Britse kolonie Delaware benoemde Read in 1763 tot Advocaat van de Kroon. Hij bekleedde deze functie tot 1774. In de politiek van Delaware stonden de Court Party en Country Party tegenover elkaar. Read trad vaak op als woordvoerder van de Court Party. In de oplopende spanningen met Groot-Brittannië was hij aanvankelijk voor een verzoenende koers richting de Britten. Hij was tegenstander van de Stamp Act en steunde anti-import maatregelen daartegen. Toch was hij niet direct voorstander van onafhankelijkheid.
Vanaf 1774 was Read namens de staat Delaware delegatielid naar het Continental Congress. Hij was niet vaak aanwezig en verraste iedereen door op 2 juli 1776 tegen de Amerikaanse onafhankelijkheid te stemmen. Toen deze onafhankelijkheid uiteindelijk een feit was ondertekende hij toch de Amerikaanse Onafhankelijkheidsverklaring.
Na de onafhankelijk besloot de staat Delaware een grondwet op te stellen. Read was voorzitter van de commissie die deze grondwet opstelde. Van 1776 tot 1778 was hij ook voorzitter van het parlement. Hij werd benoemd tot president van Delaware (later omgedoopt tot gouverneur van Delaware) nadat John McKinly onverwachts gevangen was genomen door de Britten. Zelf wist Read ook maar net aan de vijand te ontkomen. Read was een groot deel van de tijd bezig met het werven van soldaten, maar slaagde daar maar ten dele in. In 1778 volgde Caesar Rodney hem op als gouverneur. Read diende daarna nog een aantal jaar in de wetgevende vergadering van Delaware. In 1782 werd hij benoemd tot rechter in het Hof van Beroep.
Read was ook delegatielid naar de Constitutional Convention in 1787 waarbij de Amerikaanse grondwet werd opgesteld. Hij was ook betrokken bij de Annapolis Convention, een voorbereidende conferentie in 1786. Na de aanname van de grondwet werd Read gekozen als senator. Zijn eerste termijn duurde twee jaar, omdat er een rotatiesysteem gevestigd moest worden waarbij een derde van de senatoren elke twee jaar herkozen zou worden. Read werd ook voor een tweede termijn gekozen. Hij stapte in 1793 op omdat hij een voordracht accepteerde tot opperrechter van het Hooggerechtshof van Delaware aan.

## Persoonlijk
Read trouwde in 1764 met domineesdochter Gertrude Ross Till. Samen kregen zij vijf kinderen. Zij waren lid van de Episcopale Kerk.
Baldwin · Bassett · Bedford · Blair · Blount · Brearley · Broom · Butler · Carroll · Clymer · Daniel · Dayton · Dickinson · Few · Fitzsimons · Franklin · Gilman · Gorham · Hamilton · Ingersoll · Johnson · King · Langdon · Livingston · Madison · McHenry · Mifflin · G. Morris · R. Morris · Paterson · C. C. Pinckney · Pinckney · Read · Rutledge · Sherman · Spaight · Washington · Williamson · Wilson
- Gemeinsame Normdatei: 1194596878
- International Standard Name Identifier: 0000 0000 3260 8513
- Library of Congress Control Number: n89103643
- National Archives and Records Administration: 10601774
- Nationale Bibliotheek van Israël: 987011288733805171
- SNAC: w6qk88b1
- Biographical Directory of the United States Congress: R000091
- Virtual International Authority File: 13896917
- WorldCat: E39PBJbGWpMHKvTbWJ7D8hppT3